# 1125 هـ
1125 هـ هي سنة في التقويم الهجري امتدت مقابلةً في التقويم الميلادي بين سنتي 1713 و1714.

## وفيات
- محمد المشهدي القمي
- محمد بن الحسن المشهدي
- أحمد بن محمد المنقور.